# DOMESTIC BOOTY
『DOMESTIC BOOTY』（ドメスティック・ブーティー）は、1992年にANTHEMがリリースした7枚目のアルバムである。

## 内容
ギタリストの清水昭男が新たに加入してから初のアルバムであり、ANTHEM解散前の最後のアルバムである。

## リリース変遷
1999年・2005年にリマスター盤、2010年にSHM-CD盤が、2017年にBlu-spec CD盤がリリースされた。
1999年リリースのリマスター盤では「VENOM STRIKE」が『BEST II』収録のリミックス・ヴァージョンに差し替えられている。
2005年リリースのリマスター盤では上記の「VENOM STRIKE」のリミックス・ヴァージョンと、「RENEGADE」のエディット・ヴァージョンがボーナス・トラックとして収録された。
2010年リリースのSHM-CD盤、2017年リリースのBlu-spec CD盤ではボーナス・トラックは削除されている。

## 収録曲
1. VENOM STRIKE
作詞：柴田直人、森川之雄
作曲：柴田直人
2. RENEGADE
作詞：柴田直人、大内貴雅
作曲：柴田直人
3. GOLD ＆ DIAMONDS
作詞・作曲：柴田直人
4. MR. GENIUS
作詞・作曲：柴田直人
5. HEAVY DUTY
作詞・作曲：森川之雄
6. BLOOD SKY CRYING（Instrumental）
作曲：ドン・エイリー、柴田直人
7. CRY IN THE NIGHT
作詞・作曲：柴田直人
8. THE DICE OF NO MERCY
作詞・作曲：柴田直人
9. DEVIL INSIDE
作詞：柴田直人、大内貴雅
作曲：柴田直人
10. WILLESDEN HIGH‐ROAD（Instrumental）
作曲：森川之雄、清水昭男
11. SILENT CROSS
作詞・作曲：柴田直人

05年リマスター盤でのボーナス・トラック
1. VENOM STRIKE（Remix Version）
2. RENEGADE（Edit Version）

## 参加メンバー
- 柴田直人：ベース
- 森川之雄：ボーカル
- 清水昭男：ギター
- 大内貴雅：ドラムス
- ドン・エイリー：シンセサイザー（ゲスト）